# Kaleb Scott
Kaleb Scott (...) è un giocatore di football americano canadese, di ruolo quarterback.
Ha giocato a football americano nella squadra di college dei Saint Mary's Huskies. Dopo l'università ha giocato a in Francia con i Blue Stars de Marseille e in Germania ai Kiel Baltic Hurricanes.